# Cratere Plum
Plum  è un cratere sulla superficie di Marte.